# Wiaczesław Zacharcow
Wiaczesław Władimirowicz Zacharcow, ros. Вячеслав Владимирович Захарцов (ur. 30 marca 1968 w Omsku) – rosyjski szachista, arcymistrz od 2007 roku.

## Kariera szachowa
Znaczące sukcesy szachowe zaczął osiągać w połowie lat 90. XX wieku. W 1995 r. podzielił III m. w Azowie, a w 1999 r. był trzeci w Krasnodarze. W 2001 r. zajął I m. w Krasnodarze, w 2002 r. w tym mieście podzielił II m. (za Witalijem Cieszkowskim, wspólnie z Wołodymyrem Małaniukiem), natomiast w 2003 r. – podzielił I m. (wspólnie z m.in. Kiriłłem Bryzgalinem i Dmitrijem Kokariewem). W 2004 r. zwyciężył w Krasnodarze i Kamieńsku oraz podzielił I m. w Woroneżu (wspólnie z m.in. Stanisławem Wojciechowskim, Walerijem Popowem, Aleksandrem Riazancewem i Jewgienijem Szaposznikowem).
Normy na tytuł arcymistrza wypełnił w latach 2005 (w Charkowie – dz. I m. wspólnie z Walerijem Awieskułowem i Ałuszcie – I m.) oraz 2006 (we Lwowie – I m.). Do innych jego indywidualnych sukcesów należą:
- I m. w Woroneżu (2005),
- dz. I m. w Szachtach (2005, wspólnie z Giennadijem Matjuszynem),
- dz. I m. w Saratowie (2007, wspólnie z m.in. Jewgienijem Tomaszewskim, Siergiejem Azarowem, Aleksiejem Aleksandrowem, Władimirem Potkinem i Aleksiejem Fiodorowem),
- II m. w Ołomuńcu (2007, za Kivancem Haznedaroglu),
- dz. II m. w Chmielnickim (2008, za Nazarem Firmanem(inne języki), wspólnie z Illą Nyżnykiem i Jarosławem Żerebuchem),
- dz. II m. w Cappelle-la-Grande (2009, za Jurijem Wowkiem, wspólnie z Pawłem Jaraczem i Maratem Dżumajewem),
- dz. I m. w Ołomuńcu (2009, wspólnie z Dawidem Arutinianem),
- dz. I m. w Staré Město (2009, wspólnie z m.in. Miłko Popczewem, Markiem Vokáčem i Michaiłem Iwanowem(inne języki)).

Najwyższy ranking w dotychczasowej karierze osiągnął 1 września 2010 r., z wynikiem 2610 punktów zajmował wówczas 40. miejsce wśród rosyjskich szachistów.